# Zjednoczenie Organizacji Niepodległościowych
Zjednoczenie Organizacji Niepodległościowych (ZON) – porozumienie stronnictw politycznych Królestwa Polskiego utworzone na początku sierpnia 1914 roku. Jednoczyło na gruncie hasła niepodległości organizacje socjalistyczno-niepodległościowe, narodowo-niepodległościowe, postępowców i część środowisk prawicowych Królestwa.
Skupiało: Polską Partię Socjalistyczną (Frakcję), Narodowy Związek Robotniczy, Związek Patriotów, Związek Inteligencji Niepodległościowej, Związek Chłopski, Narodowy Związek Chłopski, Związek Narodowy, grupę Zarania, Towarzystwo Nauczycieli Ludowych, Polską Organizację Wojskową, Ligę Kobiet Polskich Pogotowia Wojennego, Młodzież Narodową, Organizację Młodzieży Niepodległościowej „Zarzewie” i Unię Młodzieży Postępowo-Niepodległościowej.
5 sierpnia 1914 roku ZON wydało odezwę: Wojna Niemiec z Rosją rozpoczęta. Pękł stuletni sojusz, zawarty przeciw Polsce,  mający wiecznie ją trzymać w kajdanach. Nasi zaborcy, których dotychczas łączyła sprawa polska, biją się dzisiaj ze sobą. Ta chwila, co była marzeniem i tęsknotą bohaterskich naszych ojców, urzeczywistnia się. Wzywał wszystkich do zaprzestania sporów i swarów wewnętrznych, do skupienia się w imię jednej wspólnej idei Polski Niepodległej.
Rozpad ZON nastąpił po wycofaniu się Niemców spod Warszawy w początkach listopada 1914 roku. Rozpadło się ono na trzy ugrupowania: Unię Stronnictw Niepodległościowych (Polska Partia Socjalistyczna, Związek Chłopski, Związek Patriotów), Konfederację Narodową Polską (Narodowy Związek Robotniczy, Narodowy Związek Chłopski, Związek Inteligencji Niepodległościowej) i tzw. Blok Centrum. 